# Digital Devil Story: Megami Tensei
Megami Tensei:A história do Demônio Digital, é o primeiro jogo da Série Megami Tensei, criado pela Namco, lançado em 1987.

## Objetivo
Em Megami Tensei, o jogador assume um papel de dois personagens, Nakajima e Yumiko, podendo equipa-los com armas e armaduras, e lhe é fornecido pontos de habilidade. Ambos limitavam Hit Points(HP). Dentre os personagens, Yumiko podia fazer feitiços, para isso havia os pontos de magia(MP). Nakajima, podia coletar itens e invocar demônios.
O jogo se passa em Makai, o mundo dos demônios, preenchidos com várias criaturas mitológicas, monstros, deuses, entre outros. O objetivo do jogo era lutar nas masmorras para completar as missões para passar de nivel. Nas masmorras, o jogador podia encontrar um baú de tesouros e jóias que o ajudavam no jogo.

## Ligações Externas
1. http://www.hardcoregaming101.net/megaten/megaten.htm (Em inglês)